# 아빠, 나, 엄마, 그리고 아빠의 애인
《아빠, 나, 엄마, 그리고 아빠의 애인》은 2001년 5월 4일에 MBC에서 방영한 베스트극장이다.

## 등장 인물

### 주요 인물
- 김세준 : 한기성 역
- 맹세창 : 한상호 역 - 기성과 윤진의 아들
- 송채환 : 윤진 역
- 조하나 : 오미란 역 - 기성의 동료, 카피라이터

### 그 외 인물
- 손동운
- 함신영
- 백종헌
- 양지선
- 송재윤
- 김동욱
- 양현태